# UTC+13
| Süd-Sommer-/Nord-NormalzeitSeegebiet | Nord-Sommer-/Süd-NormalzeitStandardzeit ganzjährig |

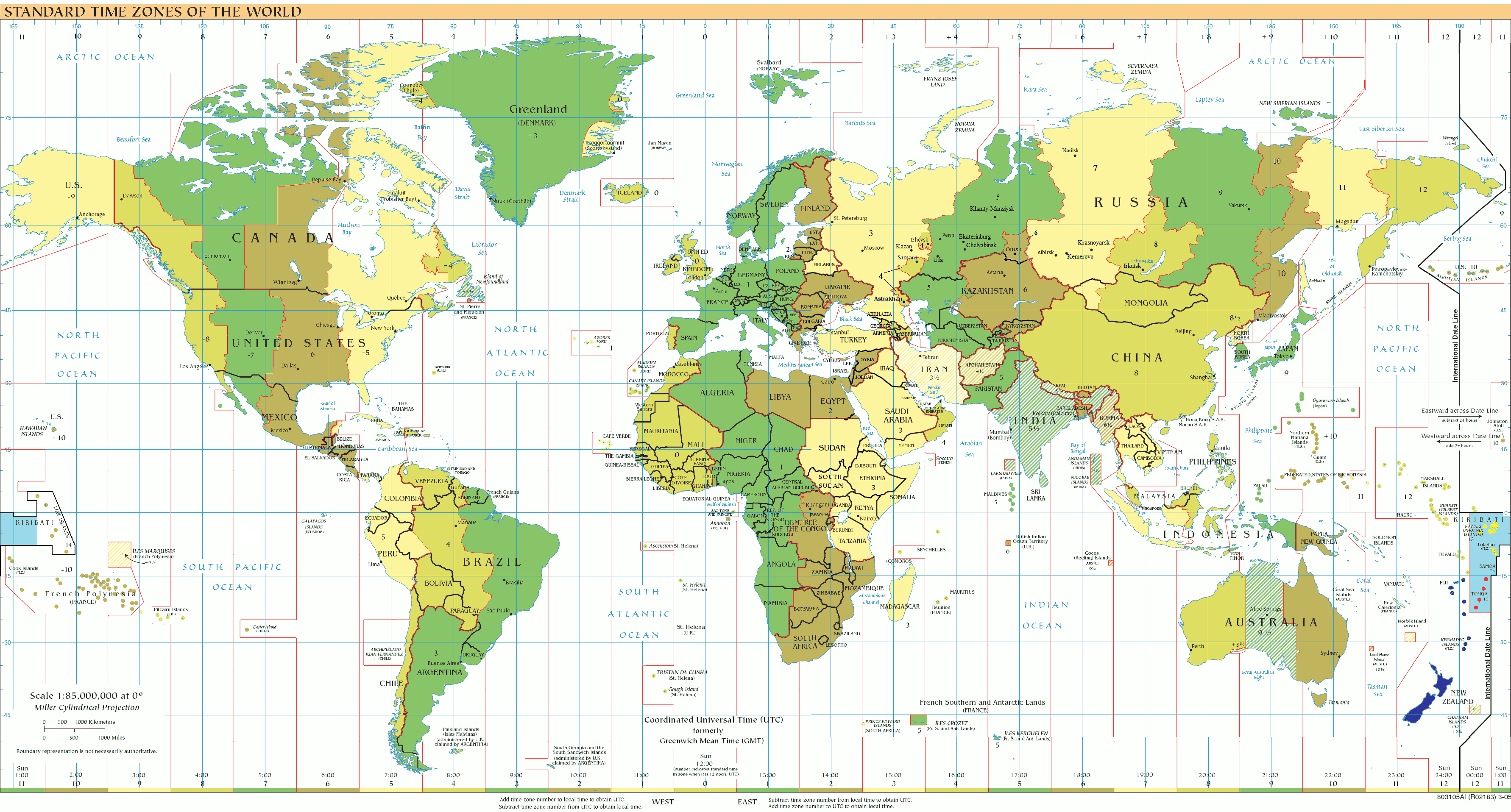
UTC+13:

UTC+13 ist eine Zonenzeit, welche wie UTC−11 den Längenhalbkreis 165° West = 195° Ost als Bezugsmeridian hat. Die Uhrzeit ist deshalb in beiden Zonen gleich, allerdings unterscheidet sich das Datum um einen Tag. Auf Uhren mit dieser Zonenzeit ist es dreizehn Stunden später als die koordinierte Weltzeit und zwölf Stunden später als die MEZ.

## Geltungsbereich

### Ganzjährig
- Kiribati
  - Phoenixinseln
- Samoa
- Tokelau (Neuseeland)
- Tonga

### Sommerzeit (Südliche Hemisphäre)
- Neuseeland (ausgenommen Chatham-Inseln)